# Bazylika Nawiedzenia Najświętszej Maryi Panny w Tuchowie
Bazylika Nawiedzenia Najświętszej Maryi Panny i św. Stanisława Biskupa i Męczennika z klasztorem redemptorystów w Tuchowie − murowany barokowy kościół przyklasztorny (od 1951 roku parafialny) w Tuchowie, sanktuarium maryjne i miejsce pielgrzymkowe diecezji tarnowskiej, od 2010 bazylika mniejsza. Obok kościoła znajdują się zabudowania klasztoru zgromadzenia redemptorystów, którzy opiekują się tym sanktuarium, wybudowane w końcu XIX wieku.

## Historia
Pierwsza, drewniana świątynia powstała w miejscu obecnego kompleksu kościelno-klasztornego, na wzgórzu na prawym brzegu rzeki Białej, prawdopodobnie pod koniec XI wieku za sprawą benedyktynów z opactwa tynieckiego. Benedyktyńska tradycja głosi, że był on konsekrowany przez św. Stanisława oraz że w XV wieku odbyła się tutaj prymicja św. Jana Kantego. Z kościołem tym związana była pierwsza tuchowska parafia, powstała prawdopodobnie w XII wieku. Po wybudowaniu w mieście nowego kościoła pw. św. Jakuba, w 1460 roku benedyktyni przenieśli tam parafię.
Ożywienie podupadającego kościoła Najświętszej Maryi Panny przyniosło w XVI wieku umieszczenie w kościele obrazu Matki Bożej, prawdopodobnie kopii starszego obrazu Matki Boskiej Czortkowskiej. Od 1597 roku zasłynął on łaskami i zaczął przyciągać pątników. W związku z tym tuchowscy benedyktyni zdecydowali się na wybudowanie nowego kościoła pielgrzymkowego. Budowa trwała od 1665 do 1682 roku, zaś nową świątynię konsekrował 8 września 1687 roku biskup sufragan krakowski Mikołaj Oborski.
W 1789 roku w wielkim pożarze miasta spłonął stojący w tuchowskim rynku parafialny kościół pw. św. Jakuba. Do czasu budowy w tym miejscu nowej świątyni (konsekrowanej w 1797 roku) obowiązki kościoła parafialnego przejął benedyktyński kościół Nawiedzenia Najświętszej Maryi Panny. Benedyktyni opiekowali się sanktuarium, jak i kościołem parafialnym, aż do początku XIX wieku. Po wydaniu w 1787 roku przez cesarza Józefa II dekretu likwidującego posiadłości opactwa tynieckiego udało się im po interwencji doprowadzić do zmiany decyzji i pozostali w Tuchowie do 1816 roku. Następnie świątynią zajmowali się jezuici i księża diecezjalni, a od 1893 roku redemptoryści, sprowadzeni do Tuchowa przez biskupa Ignacego Łobosa. W tym samym roku na miejscu starych, pobenedyktyńskich zabudowań klasztornych wzniesiono obecny klasztor.
5 stycznia 1951 roku biskup tarnowski Jan Stepa erygował ponownie parafię przy kościele Nawiedzenia Najświętszej Maryi Panny.
27 lutego 2011 roku w bazylice odsłonięto i poświęcono tablicę pamiątkową upamiętniającą pierwszą rocznicę wizyty Prezydenta RP w Tuchowie oraz ofiary katastrofy polskiego Tu-154 w Smoleńsku: Lecha Kaczyńskiego, Marię Kaczyńską, Wiesława Wodę, Janusza Kurtykę, Wojciecha Seweryna i mjr. Arkadiusza Protasiuka; w uroczystości uczestniczył bp Andrzej Jeż.

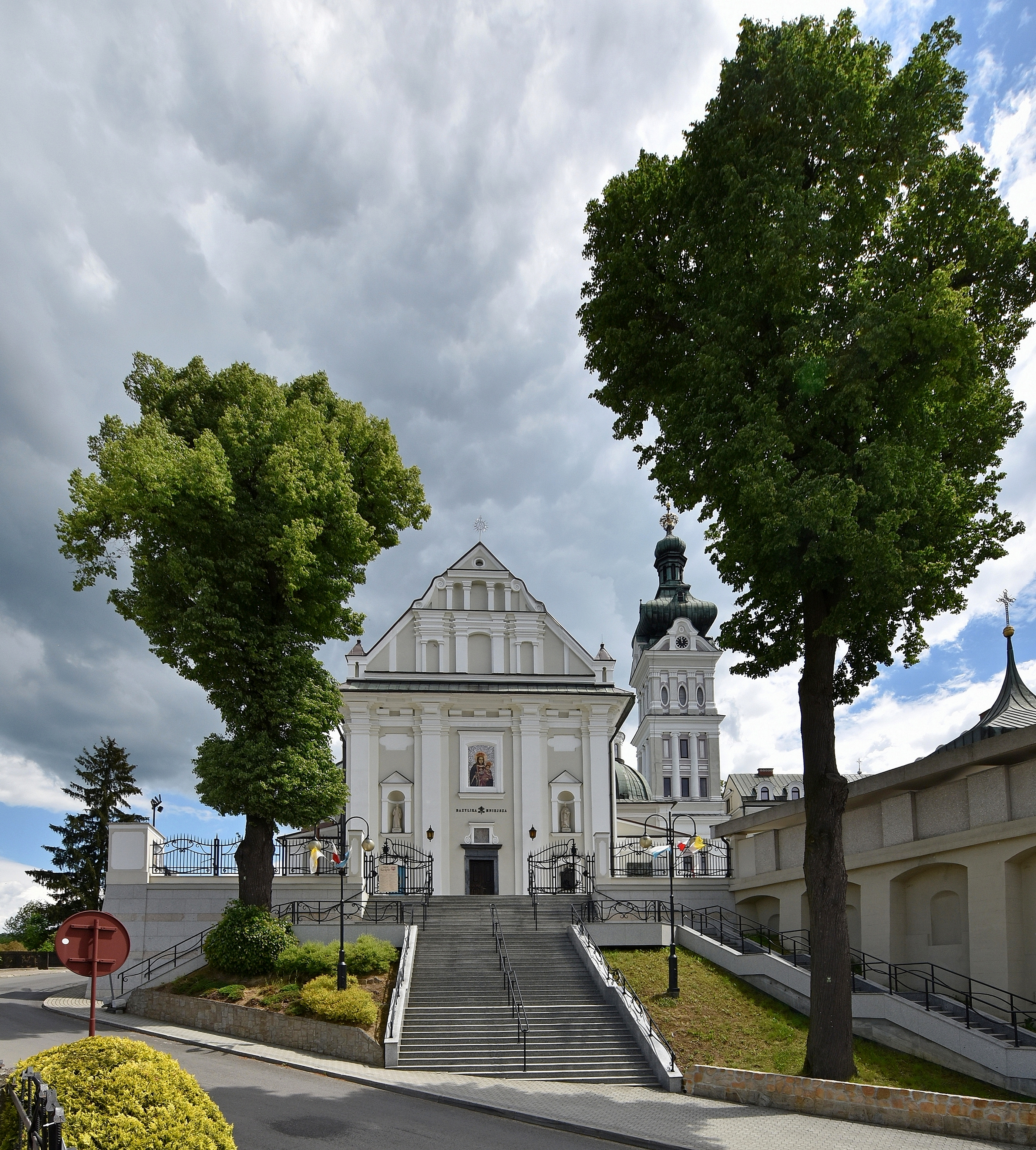
Muzeum, elewacja frontowa
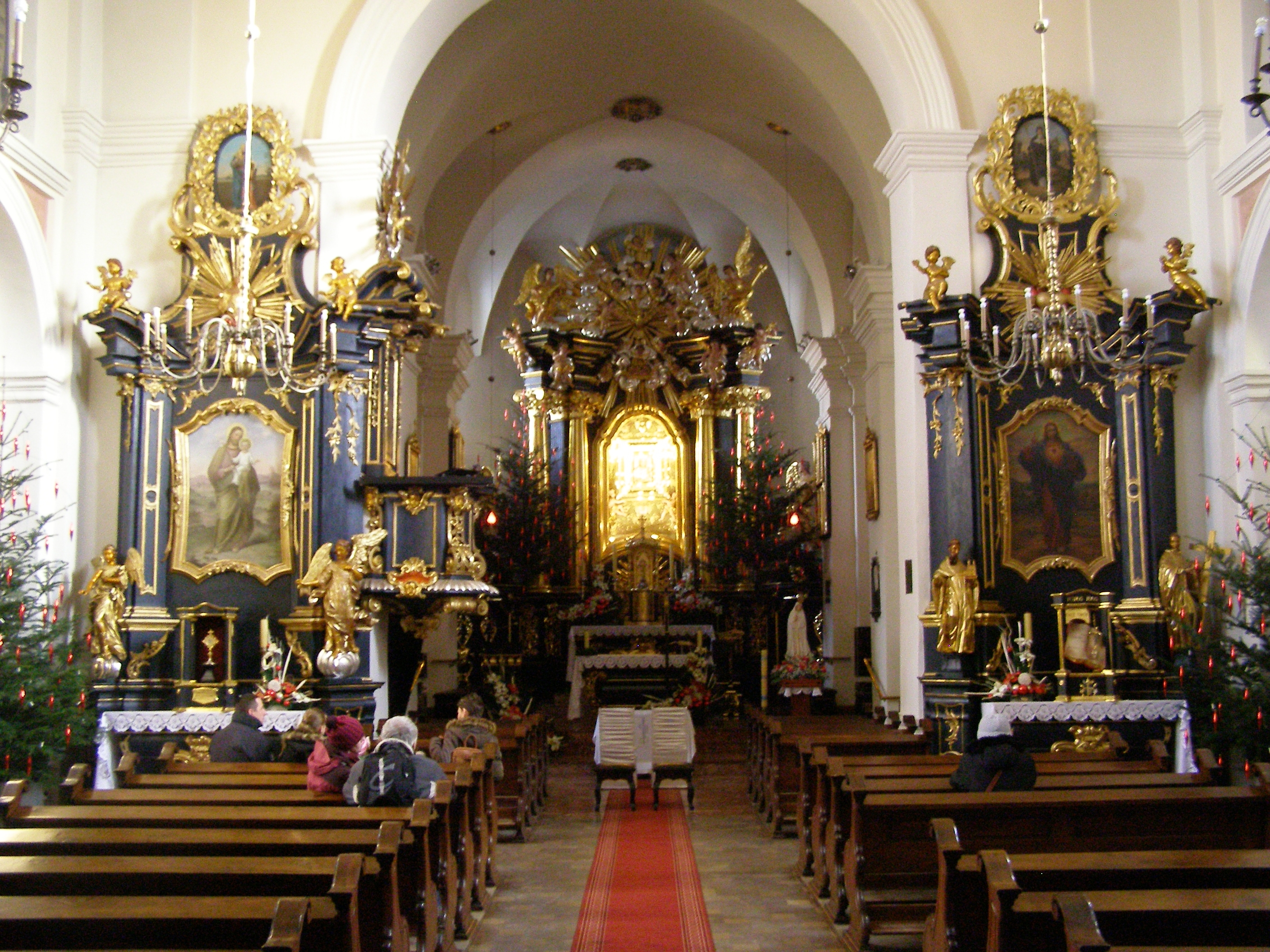
Wnętrze
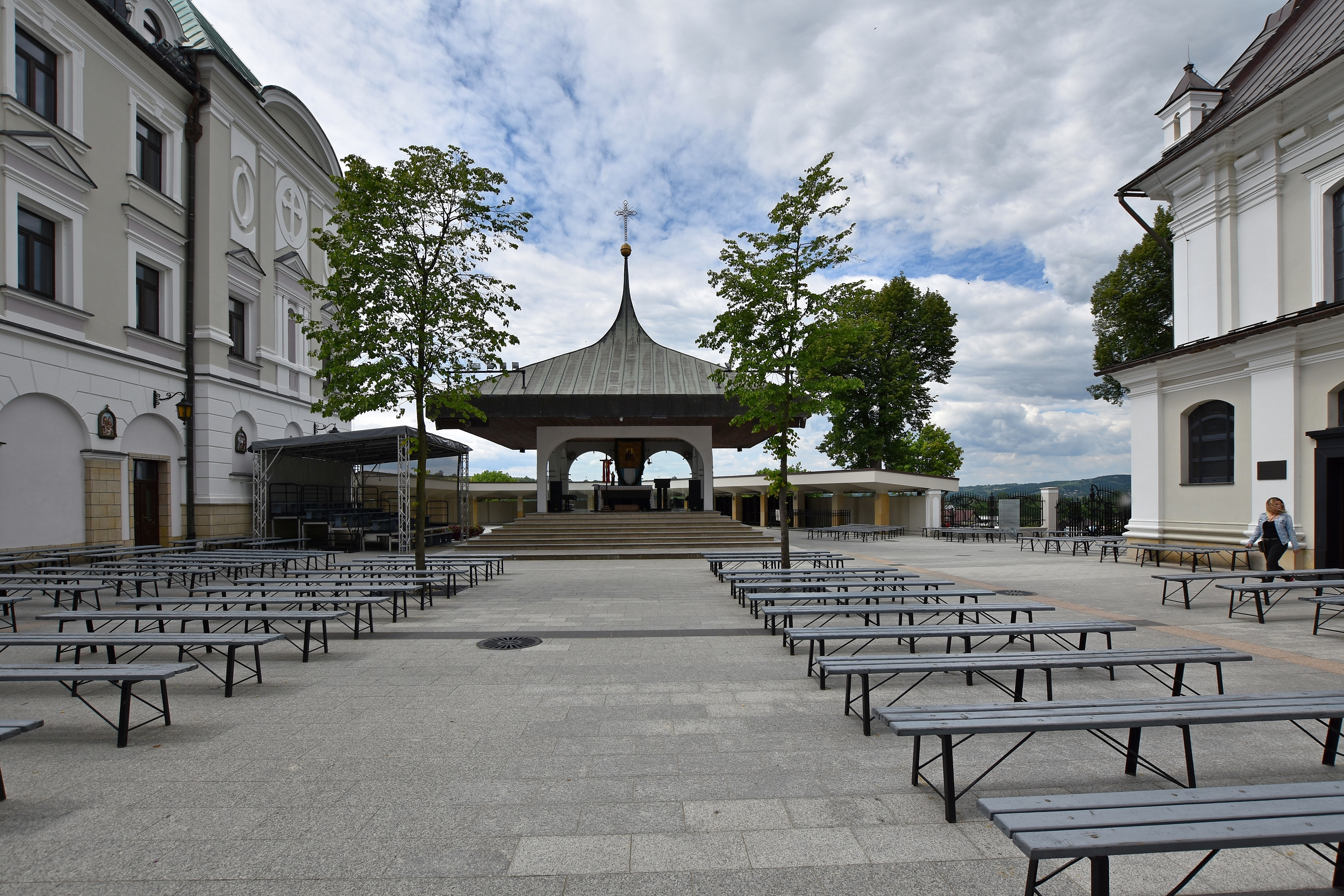

## Architektura
Kościół Nawiedzenia Najświętszej Maryi Panny jest barokową, jednonawową, orientowaną świątynią z zamkniętym trójbocznie prezbiterium. Po obu stronach nawy i północnej stronie prezbiterium znajdują się kaplice. Kościół nakryty jest dachami dwuspadowymi, z barokową wieżyczką na sygnaturkę z latarnią nad nawą. Prezbiterium nakryte jest sklepieniem krzyżowym, zaś nawa stropem płaskim. Przed kościołem znajduje się niewielki, otoczony murem dziedziniec, na środku którego w 1912 roku wybudowano drewnianą kapliczkę z amboną, w latach 1979–1980 zastąpioną nową konstrukcją.
Większość wyposażenia wnętrza pochodzi z okresu baroku. W późnobarokowym ołtarzu głównym z 1741 roku, autorstwa Antoniego Frąckiewicza, wprawiony jest otoczony czcią obraz Matki Bożej Tuchowskiej. Z warsztatu Antoniego Frąckiewicza pochodzi także późnobarokowa ambona z 1726 roku. W kaplicy Świętego Krzyża znajduje się również późnobarokowy ołtarz z początku XVIII wieku z figurą Chrystusa Ukrzyżowanego. Dwa ołtarze boczne reprezentują styl rokokowy. Na wspartym na trzech filarowych arkadach chórze muzycznym znajdują się organy o 29 głosach z 1994 roku. Prospekt organowy został ufundowany w 1776 roku przez Floriana Amanda Janowskiego, ówczesnego proboszcza parafii tuchowskiej, późniejszego biskupa tarnowskiego.

## Obraz Matki Bożej Tuchowskiej

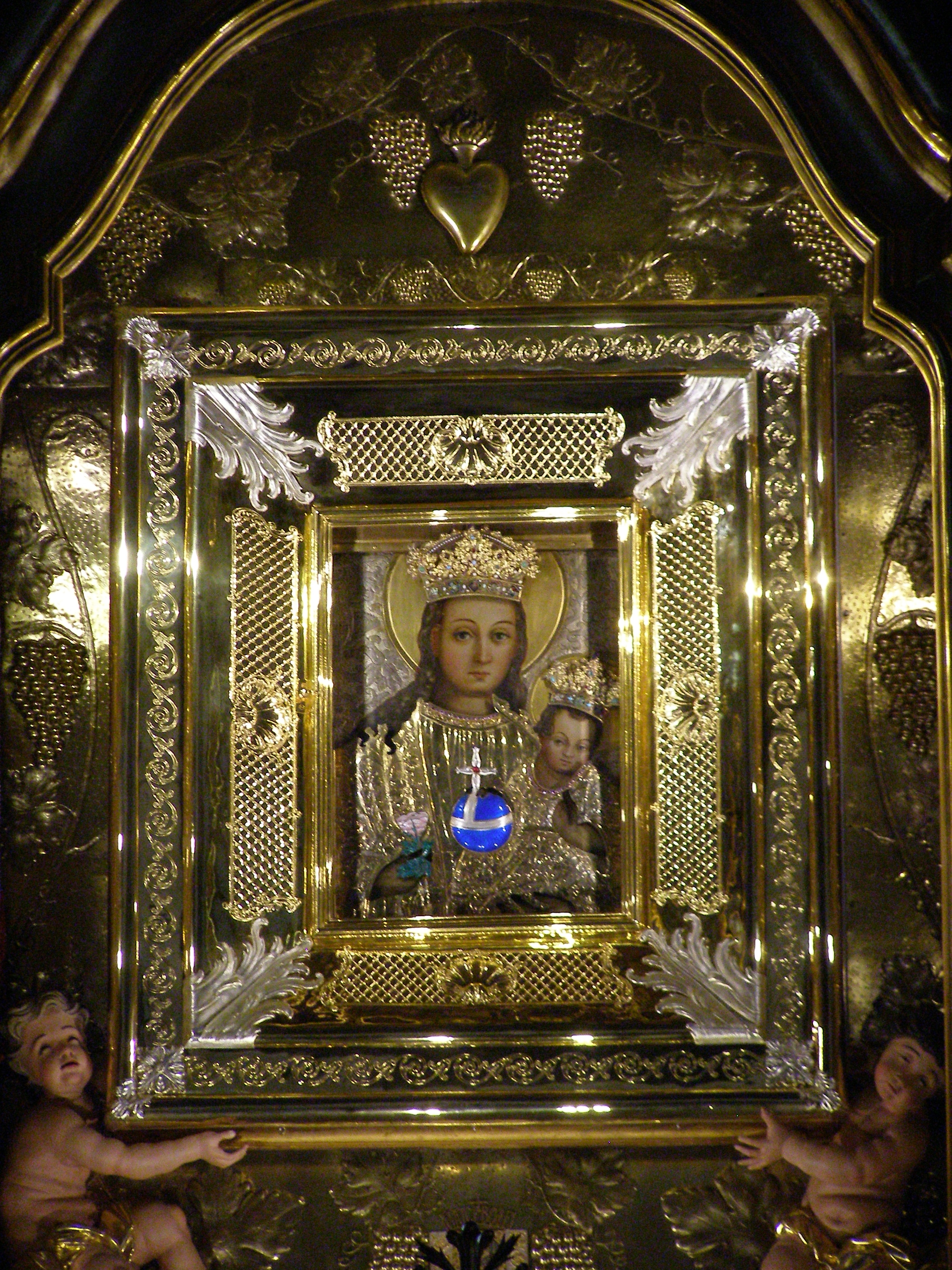
Obraz Matki Bożej w ołtarzu głównym

Wprawiony w ołtarz główny, otoczony czcią obraz Matki Bożej znajduje się w kościele Nawiedzenia Najświętszej Marii Panny od połowy XVI wieku. Powstał około 1530–1540 roku w warsztacie tzw. Mistrza z Bodzentyna. Jest to dzieło reprezentujące styl renesansowy, malowane tłustą temperą na lipowej desce o wymiarach 58,2 na 44 cm. Na obrazie przedstawiona jest Matka Boża, trzymająca w lewej ręce Dzieciątko, zaś w prawej kwiat róży. Jezus opiera prawą rękę na niebieskiej kuli z krzyżem, znajdującej się w środku obrazu, lewą wyciąga w geście błogosławieństwa. Zarówno głowa Maryi, jak i Jezusa, otoczona jest złotym nimbem. Tło obrazu tworzą motywy postaci. Obraz przykryty jest metalową sukienką, wykonaną z pozłacanej srebrnej blachy.
Pierwsze wzmianki o łaskach i cudach dokonanych za pośrednictwem obrazu pochodzą z 1597 roku. W latach 1641–1642 zdarzenia te badała specjalna komisja, powołana przez biskupa krakowskiego. Jej prace zakończyło uznanie prawdziwości cudów przez bp. Tomasza Oborskiego pismem z dnia 27 czerwca 1642 roku. Przyczyniło się to do umocnienia i rozszerzenia zasięgu kultu obrazu.
Obraz został uroczyście ukoronowany, za zgodą Kurii Rzymskiej, 2 października 1904 roku przez biskupa tarnowskiego Leona Wałęgę. Uroczystość odbyła się na polach nad Białą w obecności ok. 130 tys. wiernych i była połączona z aktem oddania diecezji tarnowskiej pod opiekę Matki Bożej Tuchowskiej.
W trakcie I wojny światowej obraz znajdował się przez pewien czas w kościele redemptorystów w Wiedniu, powrócił do Tuchowa 18 maja 1915 roku. We wrześniu 1939 roku grupa kleryków wywiozła obraz na Wołyń, ale po ustaniu działań wojennych przywieziono obraz z powrotem.
Najważniejszym przejawem kultu w tuchowskim sanktuarium jest Wielki Odpust Tuchowski, rozpoczynający się każdego roku 2 lipca (do 1969 roku w tym dniu w kościele katolickim obchodzone było święto Nawiedzenia Najświętszej Maryi Panny) i trwający 8 dni, do 9 lipca. W 2009 roku Wielki Odpust zgromadził ponad 100 tys. wiernych. Ponadto 8 września odbywa się tzw. Mały Odpust, jednodniowy, związany ze świętem Narodzenia Najświętszej Maryi Panny.

## Klasztor redemptorystów

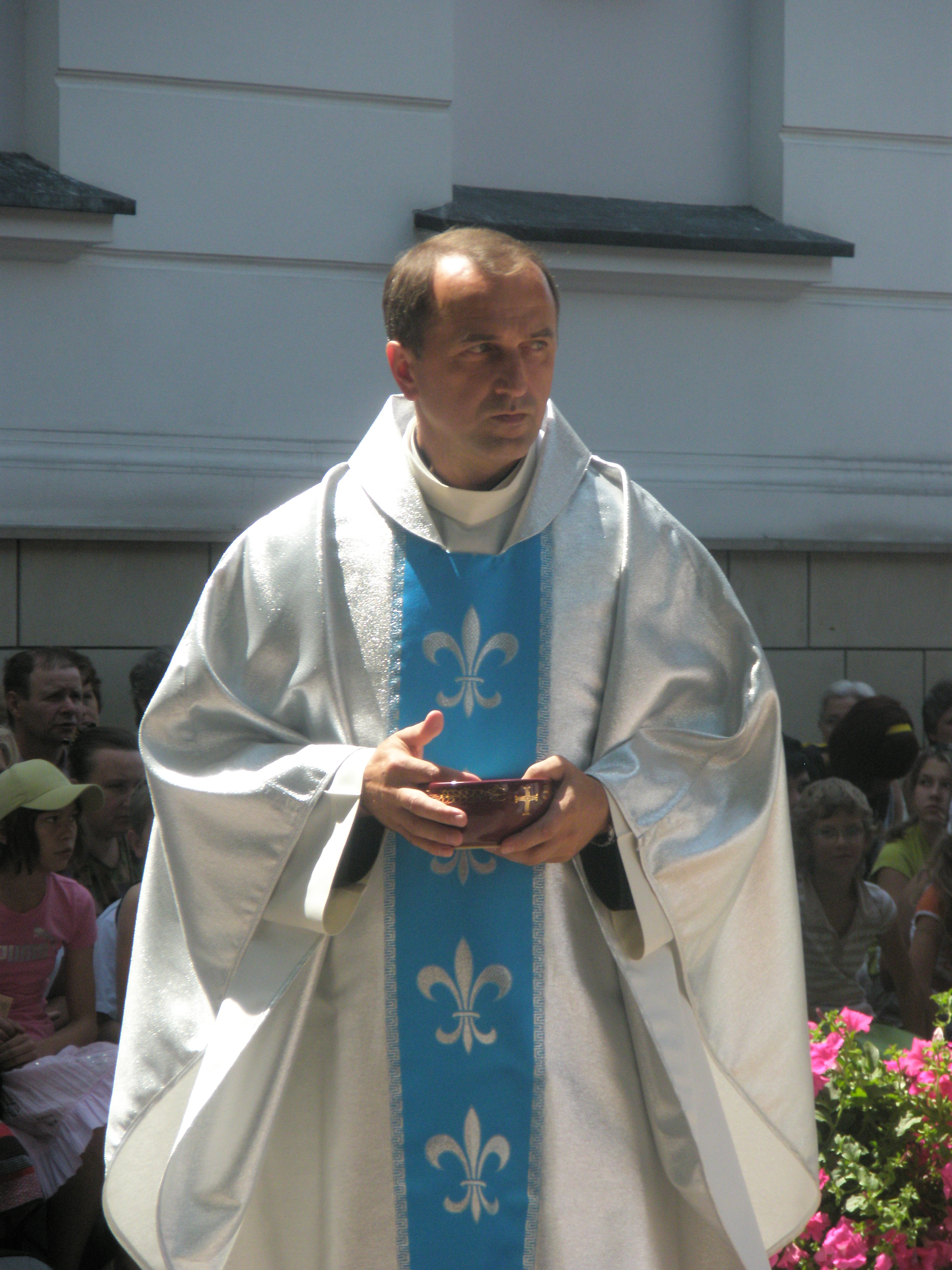
O. Ryszard Bożek, w latach 2011–2015 przełożony wspólnoty klasztornej w Tuchowie, w latach 2008–2011 prowincjał redemptorystów

Obok kościoła znajdują się zabudowania klasztoru redemptorystów, wzniesione w roku 1893, gdy pierwsi członkowie zgromadzenia przybyli do Tuchowa. W latach 1922–1925 pomiędzy kościołem a klasztorem wybudowano wieżę-dzwonnicę o wysokości 48 metrów, nakrytą neobarokowym hełmem z latarnią. 
W latach 1921–2023 w zabudowaniach klasztornych, oprócz wspólnoty domowej kapłanów i braci, mieściło się Wyższe Seminarium Duchowne Warszawskiej Prowincji Redemptorystów. Od roku akademickiego 2022/2023 funkcjonowało ono jako filia Instytutu Teologicznego Księży Misjonarzy, mieszczącego się w Krakowie przy ul. Stradomskiej i afiliowanego do Uniwersytetu Papieskiego Jana Pawła II. Od tego momentu tuchowskie seminarium posiadało pełnię praw uniwersyteckich. Od roku akademickiego 2023/2024 seminarium redemptorystów zostało przeniesione do Krakowa do wspólnoty zakonnej redemptorystów, mieszczącej się przy ulicy Zamoyskiego, przy Kościele Matki Boskiej Nieustającej Pomocy w Krakowie. Klerycy uczęszczają natomiast na wykłady do instytutu misjonarzy, który to w pełni w porozumieniu z  UPJPII jest odpowiedzialny za ich formację dydaktyczną. W Tuchowie kształcą się wyłącznie postulanci, czyli najmłodsi adepci życia zakonnego, którzy odbywają tam rok propedeutyczny, a w pobliskiej Lubaszowej dalej formują się nowicjusze. Dnia 24 czerwca 2023, równocześnie z zakończeniem ostatniego roku akademickiego w Tuchowie, uroczyście podziękowano siostrom służebniczkom dębickim za ich 62-letnią posługę w klasztornej kuchni. Od tej pory pracują tam tylko osoby świeckie, które przez kilkanaście lat współpracowały z siostrami.
Przy klasztorze i sanktuarium od 1975 roku znajduje się Muzeum Misyjne Redemptorystów, eksponujące przedmioty codziennego użytku, pochodzące z krajów misyjnych, w których pracują polscy redemptoryści, przede wszystkim z Ameryki Południowej. Ponadto w latach 1993–1994 powstało Muzeum Sanktuaryjne, gromadzące eksponaty związane z kultem Matki Bożej Tuchowskiej i tuchowskim sanktuarium. W 1997 roku, z okazji 60. rocznicy założenia Koła Pszczelarzy w Tuchowie, otwarto przy klasztorze Muzeum Etnograficzne, przechowujące dawny sprzęt pasieczny, narzędzia gospodarcze i przedmioty codziennego użytku pochodzące z Tuchowa i okolicznych miejscowości oraz militaria z pól bitewnych I wojny światowej. W pomieszczeniu Muzeum Misyjnego zainstalowana jest również ruchoma szopka bożonarodzeniowa, skonstruowana w latach 1974–1975 przez ojca Kazimierza Zymułę, która w 2014 została poddana gruntownemu remontowi. Użyte w niej figurki przedstawiają postaci z historii Polski i Kościoła polskiego.
W lipcu 2023 przełożonym wspólnoty zakonnej w tuchowskim klasztorze redemptorystów został o. Sylwester Pactwa CSsR.

## Bazylika mniejsza
W 2010 papież Benedykt XVI nadał kościołowi tytuł bazyliki mniejszej. 2 października 2010 biskup tarnowski Wiktor Skworc podczas uroczystej mszy świętej odczytał akt nominacji.
Obecnym proboszczem parafii jest od 29 czerwca 2023 o. Grzegorz Gut CSsR.